# 初めての愛
「初めての愛」（はじめてのあい）は1972年9月23日に公開された日本映画。製作は東宝映画。配給は東宝。カラー。上映時間は94分。全編に作詞、作曲した小椋佳自らが歌う曲が流れる。

## スタッフ
- 製作：田中収
- 脚本：井手俊郎、森谷司郎
- 音楽：小野崎孝輔、多賀英典
- 主題歌：小椋佳[要出典]
- 撮影：中井朝一
- 美術：阿久根巌
- 録音：矢野口文雄
- 照明：平野清久
- 編集：池田美千子
- 監督：森谷司郎

## キャスト
- 加藤悠一：岡田裕介
- 坂本光代：島田陽子
- 甲野徹：志垣太郎
- 芳子：草笛光子
- 坂本千枝：加藤治子
- 村川早苗：服部妙子
- 加藤民子：文野朋子
- 朱実：稲野和子
- 川本：加藤和夫
- 加藤耕作：久米明
- 加藤次郎：宇佐美豊
- 坂本良平：加東大介
- 青木夏子：加賀まりこ
- 水着の少女：栗田ひろみ[要出典]

## サウンドトラック
- 「東宝映画『初めての愛』オリジナル・サウンド・トラック」（ポリドール レコード）[2]。全曲小椋佳が作詞、作曲。歌はB-4のみ早坂絃子、以外全て小椋佳。

### SIDE A
1. 少しは私に愛を下さい
2. 雨だれの唄
3. お前が行く朝
4. 白い浜辺に
5. 六月の雨

### SIDE B
1. 木戸を開けて – 家出をする少年がその母親に捧げる歌 –
2. 屋根のない車
3. 春の雨はやさしいはずなのに
4. 少しは私に愛を下さい

## 同時上映
『恋の夏』
- 脚本：山田信夫／監督：恩地日出夫／主演：ルノー・ベルレー
- 東宝創立40周年記念作品。